# Дискографія Tool
Дискографія американського рок-гурту Tool складається з п'яти студійних альбомів, одного мініальбому, одного демоальбому, трьох відеоальбомів, тринадцяти синглів та вісьмох відеокліпів.
Tool заснували 1990 року вокаліст Мейнард Джеймс Кінан та гітарист Адам Джонс, до яких згодом приєдналися барабанщик Денні Кері та бас-гітарист Пол Д'Амур. 1991 року вони випустили однойменний демозапис. Хоча демозапис, як правило, призначений тільки для лейблів, гурт був ним так задоволений, що продав копії своїм шанувальникам. Учасники Tool підписали контракт з Zoo Entertainment всього через три місяці після початку їхньої кар'єри і випустили свій дебютний мініальбом Opiate у березні 1992 року. Після позитивних відгуків про гастролі вони випустили свій перший повноцінний альбом Undertow у квітні 1993 року. Альбом був сертифікований як двічі платиновий Американською асоціацією компаній звукозапису (RIAA) у 2001 році.
Незабаром після початку запису другого альбому у вересні 1995 року басист Д'Амур покинув Tool, щоб зайнятися іншими проєктами. Його замінив Джастін Чанселор, з яким гурт відновив запис. У жовтні 1996 року вийшов альбом Ænima, який зрештою перевершив дебют Tool в продажах, і став тричі платиновим RIAA у 2003 році. Другий сингл з альбому, «Ænema», отримав Греммі за «Найкраще метал-виконання» в 1998 році. 
Після судових суперечок з їхнім лейблом гурт зробив перерву. Tool повернулися в травні 2001 року з виходом Lateralus. Альбом досяг першого місця в американському чарті Billboard 200 в перший тиждень і став платиновим у серпні 2005 року. Перший сингл, «Schism», отримав Греммі за «Найкраще метал-виконання» у 2001 році. 
У травні 2006 року, знову через п'ять років після попереднього альбому, вийшов 10,000 Days. За перший тиждень в США продали 564 000 копій і альбом дебютував на першому місці в Billboard 200. 10,000 Days отримав Греммі за «Найкращу упаковку платівки» у 2007 році.
П'ятий студійний альбом Tool Fear Inoculum вийшов після 13-річної перерви, у 2019 році. Він став найбільш продаваним рок-альбомом року та восьмим серед виконавців всіх жанрів, невдовзі ставши «золотим». Альбом приніс Tool дві номінації на «Ґреммі» та перемогу в категорії «Найкраще метал-виконання» за пісню «7empest». Музичні критики визнали Fear Inoculum одним з найкращих альбомів не тільки року, але й десятиліття.

## Альбоми

### Студійні альбоми
| 1993                                             | Undertow - Дата випуску: 6 квітня - Лейбл: Zoo - Формат: CD, CS, LP, ЦД       | 50 | 89 | — | 49 | —  | —  | — | —  | 89 | —  | 17 | —  | —  | —   | US: 2,910,000 | RIAA: 2×Платиновий CRIA: Платиновий                                 |
| 1996                                             | Ænima - Дата випуску: 17 вересня - Лейбл: Zoo - Формат: CD, CS, LP, ЦД        | 2  | 6  | — | 3  | —  | —  | — | 75 | 75 | 36 | 1  | 53 | —  | 108 | US: 3,429,000 | RIAA: 3×Платиновий ARIA: Платиновий CRIA: Платиновий                |
| 2001                                             | Lateralus - Дата випуску: 15 травня - Лейбл: Volcano - Формат: CD, CS, LP, ЦД | 1  | 1  | 9 | 1  | 11 | 21 | — | 5  | 7  | 2  | 2  | 8  | 31 | 16  | US: 2,609,000 | RIAA: 2×Платиновий ARIA: Платиновий BPI: Золотий CRIA: 2×Платиновий |
| 2006                                             | 10,000 Days - Дата випуску: 28 квітня - Лейбл: Volcano - Формат: CD, ЦД       | 1  | 1  | 1 | 1  | 2  | 2  | 4 | 2  | 1  | 1  | 1  | 2  | 3  | 4   | US: 1,736,000 | RIAA: Платиновий CRIA: Платиновий BPI: Срібний ARIA: Платиновий     |
| «—» ставиться, якщо альбом не потрапив до чарту. |                                                                               |    |    |   |    |    |    |   |    |    |    |    |    |    |     |               |                                                                     |

### Збірки
| Рік  | Альбом                                                                   | Позиція в чартах | Позиція в чартах |
| Рік  | Альбом                                                                   | US               | AUS              |
| ---- | ------------------------------------------------------------------------ | ---------------- | ---------------- |
| 2000 | Salival - Дата випуску: 12 грудня - Лейбл: Volcano - Формат: CD бокс-сет | 38               | 29               |

### Міні-альбоми
| Рік  | Альбом                                                               | Сертифікації     |
| ---- | -------------------------------------------------------------------- | ---------------- |
| 1992 | Opiate - Дата випуску: 10 березня - Лейбл: Zoo - Формати: CD, CS, LP | RIAA: Платиновий |

### Демо-альбоми
| Рік  | Назва                                                     |
| ---- | --------------------------------------------------------- |
| 1991 | 72826 - Дата випуску: 1991 - Лейбл: Toolshed - Формат: CS |

## Сингли
| Рік                                          | Сингл           | Позиція в чартах | Позиція в чартах | Позиція в чартах | Позиція в чартах | Позиція в чартах | Позиція в чартах | Позиція в чартах | Альбом      |
| Рік                                          | Сингл           | US               | US Alt.          | US Main. Rock    | CAN Alt.         | GER              | NLD              | UK               | Альбом      |
| -------------------------------------------- | --------------- | ---------------- | ---------------- | ---------------- | ---------------- | ---------------- | ---------------- | ---------------- | ----------- |
| 1993                                         | «Sober»         | —                | —                | 13               | —                | —                | —                | —                | Undertow    |
| 1993                                         | «Prison Sex»    | —                | —                | 32               | —                | —                | —                | 81               | Undertow    |
| 1996                                         | «Stinkfist»     | —                | 19               | 17               | 1                | —                | —                | —                | Ænima       |
| 1997                                         | «H.»            | —                | —                | 25               | 16               | —                | —                | —                | Ænima       |
| 1997                                         | «Ænema»         | —                | —                | 23               | —                | —                | —                | —                | Ænima       |
| 1998                                         | «Forty Six & 2» | —                | —                | 22               | —                | —                | —                | —                | Ænima       |
| 1998                                         | «Eulogy»        | —                | —                | —                | —                | —                | —                | —                | Ænima       |
| 2001                                         | «Schism»        | 67               | 2                | 2                | —                | —                | 56               | —                | Lateralus   |
| 2002                                         | «Parabola»      | —                | 31               | 10               | —                | —                | 54               | —                | Lateralus   |
| 2002                                         | «Lateralus»     | —                | 18               | 14               | —                | —                | —                | —                | Lateralus   |
| 2006                                         | «Vicarious»[A]  | 115              | 2                | 2                | —                | 71               | —                | —                | 10,000 Days |
| 2006                                         | «The Pot»       | —                | 5                | 1                | —                | —                | —                | —                | 10,000 Days |
| 2007                                         | «Jambi»         | —                | 23               | 7                | —                | —                | —                | —                | 10,000 Days |
| «—» ставиться, якщо сингл не потрапив в чарт |                 |                  |                  |                  |                  |                  |                  |                  |             |

- A↑  «Vicarious» не увійшов до Billboard Hot 100, але досяг 15 позиції в чарті Bubbling Under Hot 100 Singles[41].

## Відеоальбоми
| Рік  | Альбом                                                          | Найвищі позиції в чартах | Сертификації                     |
| Рік  | Альбом                                                          | US Video                 | Сертификації                     |
| ---- | --------------------------------------------------------------- | ------------------------ | -------------------------------- |
| 2005 | Parabola - Дата випуску: 20 грудня - Лейбл: Sony - Формат: DVD  | —                        | RIAA: Золотий                    |
| 2005 | Schism - Дата випуску: 20 грудня - Лейбл: Sony - Формат: DVD    | —                        | RIAA: Золотий                    |
| 2007 | Vicarious - Дата випуску: 18 грудня - Лейбл: Sony - Формат: DVD | 21                       | RIAA: 2×Платиновий ARIA: Золотий |

## Музичні відео

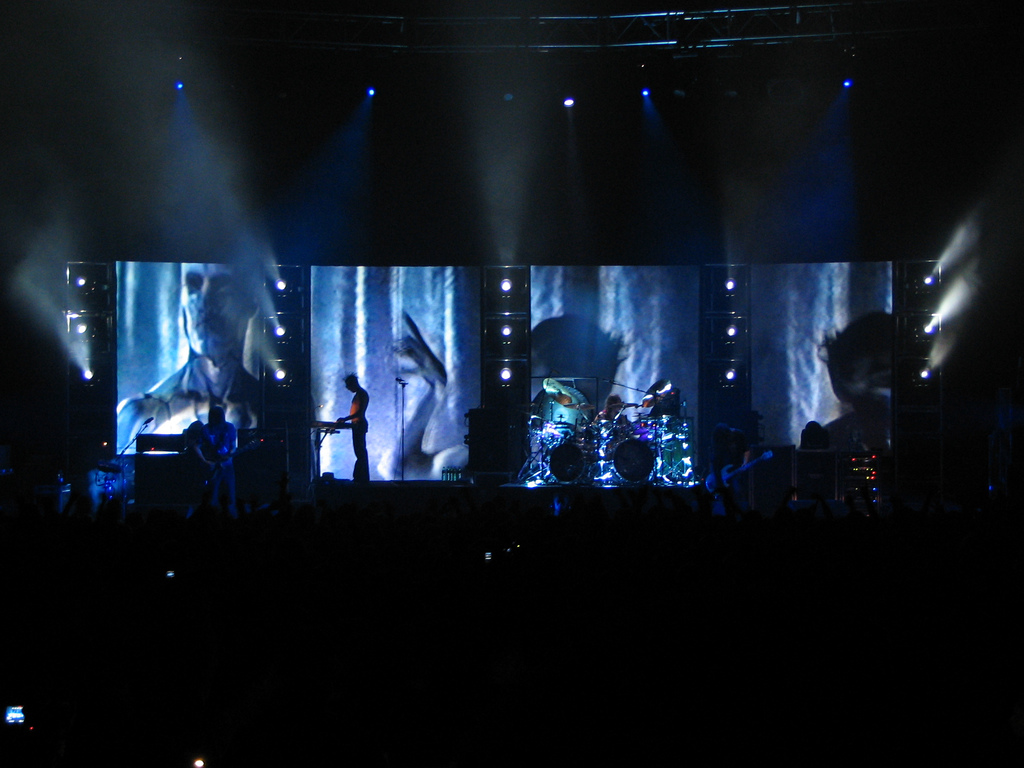
Відео «Schism», показане на концерті Tool.

| Рік  | Пісня        | Режисер                 |
| ---- | ------------ | ----------------------- |
| 1992 | «Hush»       | Кен Ендрюс              |
| 1993 | «Sober»      | Адам Джонс і Фред Штур  |
| 1994 | «Prison Sex» | Адам Джонс              |
| 1996 | «Stinkfist»  | Адам Джонс              |
| 1997 | «Ænema»      | Адам Джонс              |
| 2001 | «Schism»     | Адам Джонс              |
| 2002 | «Parabola»   | Адам Джонс              |
| 2007 | «Vicarious»  | Алекс Грей і Адам Джонс |